# La juerga pirata
La juerga pirata es la banda sonora de la primera película animada realizada en 3D en América Latina: Piratas en el Callao. Contó con la participación de la banda de rock pop peruano, TK.

## Videoclip
El vídeo del sencillo homónimo estuvo dirigido a cargo del director peruano Percy Céspedez en el video se muestra a la banda interactuando con los personajes de la película.

## Personal
- Diego Dibós - Voz y guitarras rítmicas
- Carlos Lescano - Bajo
- Edgar Guerra - Primera guitarra y coros
- Emilio Perez de Armas - Guitarra y teclados
- Christopher Farfan - Batería